# Gymnomystax
Gymnomystax là một chi chim trong họ Icteridae.